# Ширьон, Киннерет
Киннерет Ширьон, урождённая Сандра Левин (англ. Sandra Levine, род. 1955, Нью-Йорк, Нью-Йорк) — первая женщина-раввин в Израиле. Она является духовным лидером Кехилат Йозма, реформистской общины Модиина, которую она помогла создать в 1997 году; Кехилат Йозма — первая неортодоксальная община в Израиле, получившая государственное финансирование для своей синагоги.
Ширьон была председателем Совета прогрессивных раввинов Израиля (МАРАМ), а также одним из раввинов, которые внесли свой вклад в книгу «Три раза хай: 54 раввина рассказывают свои любимые истории». Она написала рассказ «Халы в ковчеге». Она также руководила программами по работе со студентами университета в Международном отделе образования UAHC в Иерусалиме.
Ширьон была рукоположена в Еврейском юнион-колледже и Еврейском институте религии в Нью-Йорке в 1981 году. У неё и её мужа Баруха четверо детей (Айелет, Эрец, Инбар и Амихай).
С 2002 по 2006 год она занимала пост председателя Совета прогрессивных раввинов Израиля, став первой женщиной в мире, возглавившей раввинскую организацию.
На художественной выставке «Святые искры» (англ. Holy Sparks), открывшейся в феврале 2022 года в музеях Хеллера и Музее Скирболла, приняли участие 24 еврейские художницы, каждая из которых создала произведение искусства о женщине-раввине, которая в каком-то смысле была первой. Хедди Брейер Абрамовиц создала коллаж, посвящённый Ширьон.